# Västmanland (condado)
Nota linguística: Não confundir grevskap (território governado por um conde) com län (subdivisão administrativa da Suécia).
O Condado da Västmanland (em sueco: Västmanlands län;  ouça a pronúncia), raramente Condado da Vestmânia (em latim: Vestmanniae Comitatus), é um dos 21 condados em que a Suécia está atualmente dividida.                                                                                                         

Situado na região histórica da Svealand, abrange fundamentalmente o leste da  província histórica da Västmanland, o noroeste de Södermanland e o nordeste de Närke.

Ocupa 1,5% da superfície total do país, e tem uma população de cerca de 280 740 habitantes (2024).                                                                           A sua sede administrativa (residensstad) está na cidade de Västerås.

## História
O Condado da Västmanland foi fundado em 1634 e adquiriu a forma atual em 1719.

### O condado atual
Abrange o leste da  província histórica da Västmanland, o noroeste de Södermanland, o nordeste de Närke e ainda pequenas parcelas de Dalarna e Gästrikland.

A Svealand
A Província histórica da Västmanland
O Condado da Västmanland

### Brasão
O brasão do condado da Västmanland é igual ao brasão da província histórica da Västmanland, apesar de apenas uma parte dessa antiga província fazer parte do condado atual.

## Geografia

### Comunas

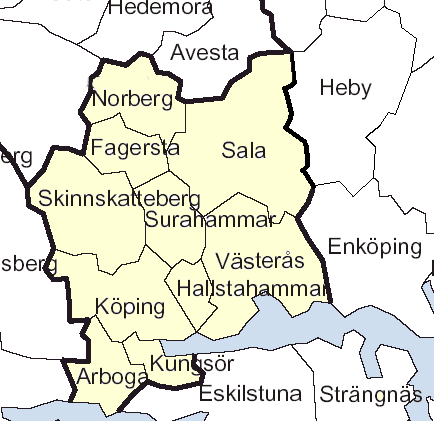

O condado tem 10 comunas.

- Arboga
- Fagersta
- Hallstahammar
- Kungsör
- Köping
- Norberg
- Sala
- Skinnskatteberg
- Surahammar
- Västerås

### Centros urbanos
Os maiores centros urbanos do condado eram em 2020:

| # | Centro urbano | População |
| - | ------------- | --------- |
| 1 | Västerås      | 128660    |
| 2 | Köping        | 18720     |
| 3 | Sala          | 13779     |
| 4 | Fagersta      | 11826     |
| 5 | Arboga        | 10989     |

### Educação

#### Ensino superior
- Universidade de Mälardalen (Mälardalens universitet; Eskilstuna e Västerås)

## Política e administração regional

### Órgão administrativo regional
Como subdivisão regional, o condado é chefiado por um governador (landshövding), nomeado pelo governo, e tem a missão de executar as tarefas administrativas do estado nesse mesmo condado, contando para tal com o ”Conselho Administrativo do Condado da Västmanland” (Länsstyrelsen i  Västmanlands län). 

### O condado e a região
No mesmo território do Condado da Västmanland (län), opera a Região Västmanland (region). Enquanto que o condado é um órgão administrativo – cujo governador é nomeado pelo estado, a região é um órgão político – eleito pelos cidadãos, e responsável pela gestão local da saúde, transportes, cultura, etc…

### O condado na União Europeia
No âmbito da União Europeia, o Condado da Västmanland é uma unidade estatística do tipo (Nuts 3).